# Ecossistema terrestre
Um ecossistema terrestre é um comunidade de organismos que habitam em terra (ecossistema, e as interações dos componentes bióticos e abióticos. Exemplos incluem deserto, tundra, taiga, savana, floresta decídua temperada, floresta tropical, ou pradaria.
São caracterizados por menor disponibilidade de água em comparação com ecossistemas aquáticos. Por essa razão, a água é um fator limitante neste tipo de ambiente. Outra característica dos ecossistemas terrestres é a maior flutuação de temperaturas quer durante um dia, quer em termos de sazonalidade, consequência também da menor abundância de água.
Os ecossistemas terrestres são de extrema importância para uma grande variedade de organismos, incluindo a espécie humana, e a sua conservação, restauro e uso sustentável são o foco do Objetivo de Desenvolvimento Sustentável 15, um dos 17 objetivos definidos pelas Nações Unidas a atingir até ao ano 2030.

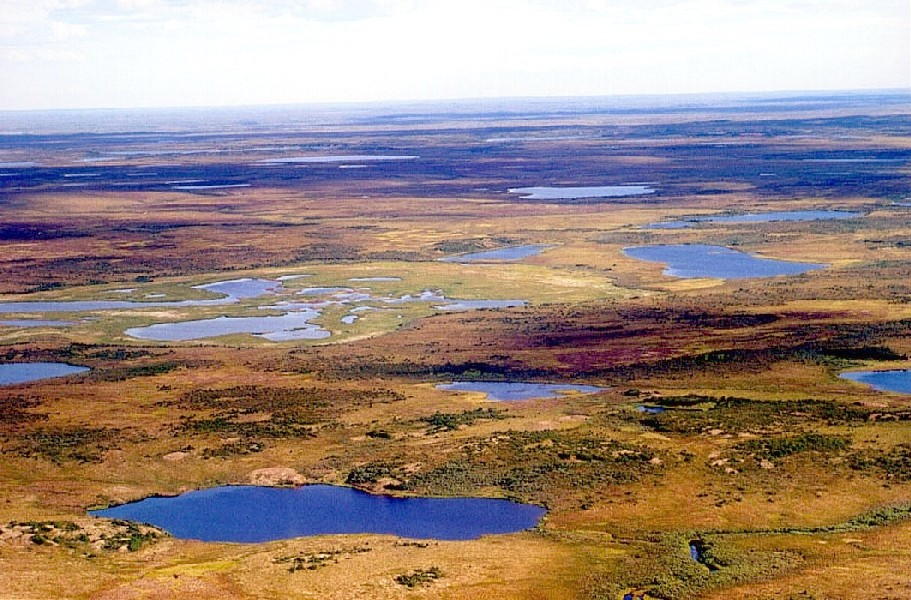
Tundra, na Sibéria
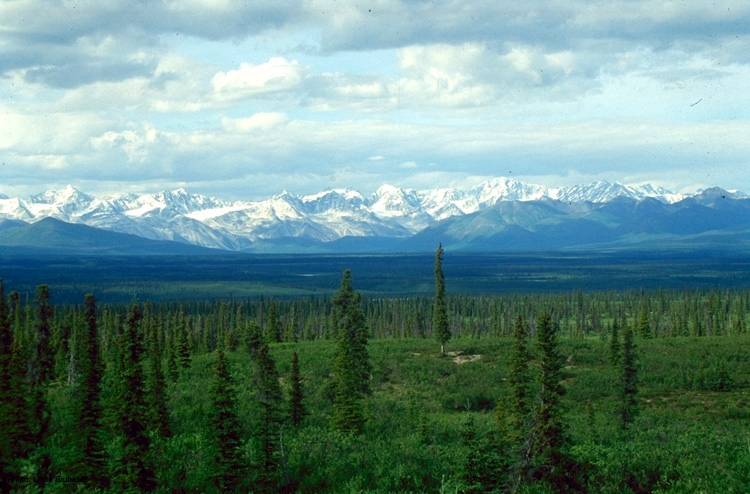
Taiga, no Alasca
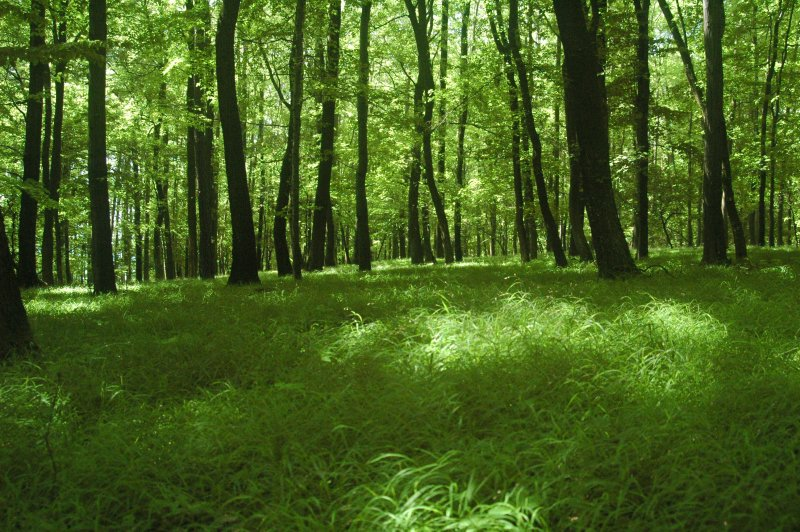
Floresta decídua temperada, Eslováquia
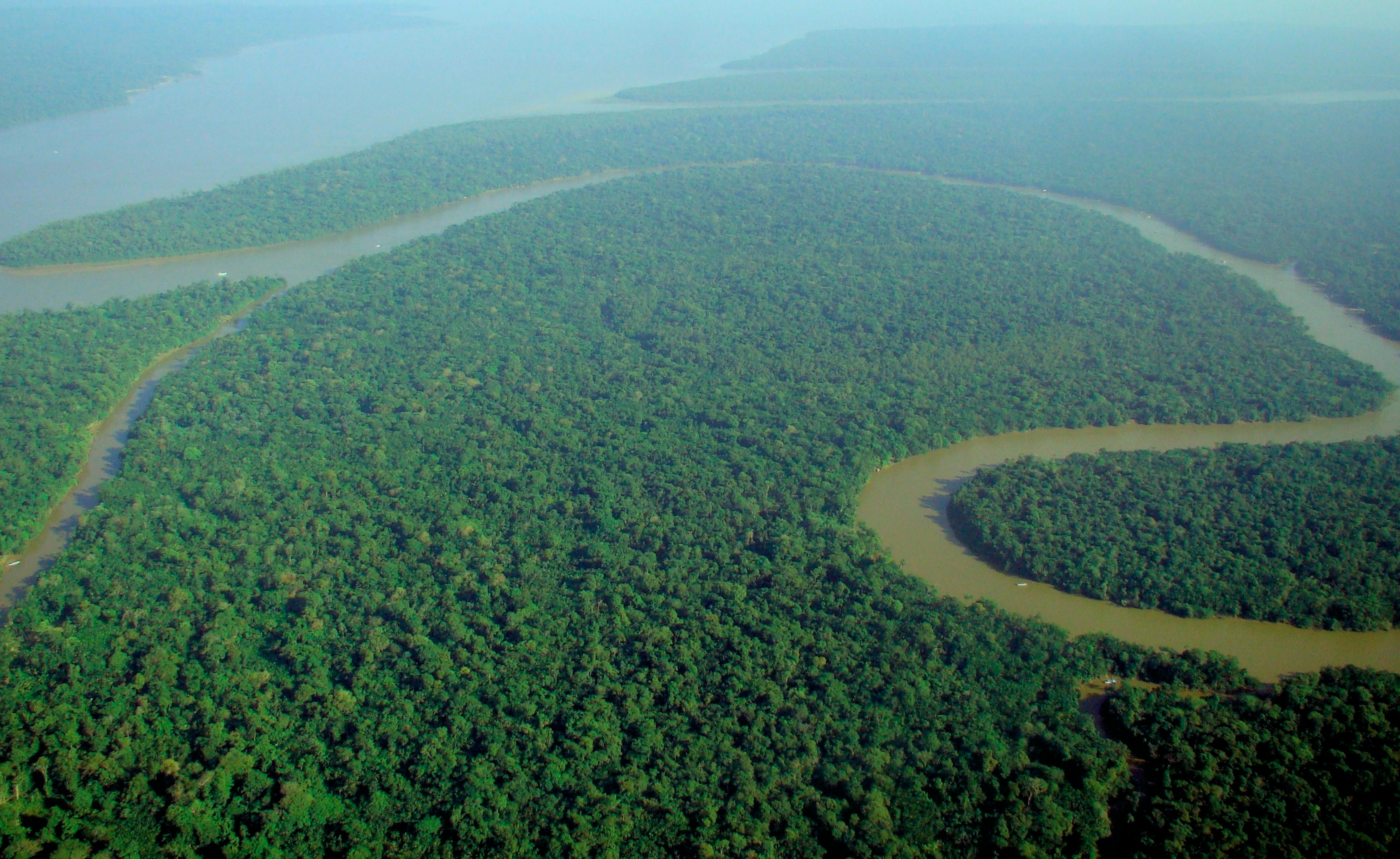
Floresta Tropical, Amazónia, Brasil.
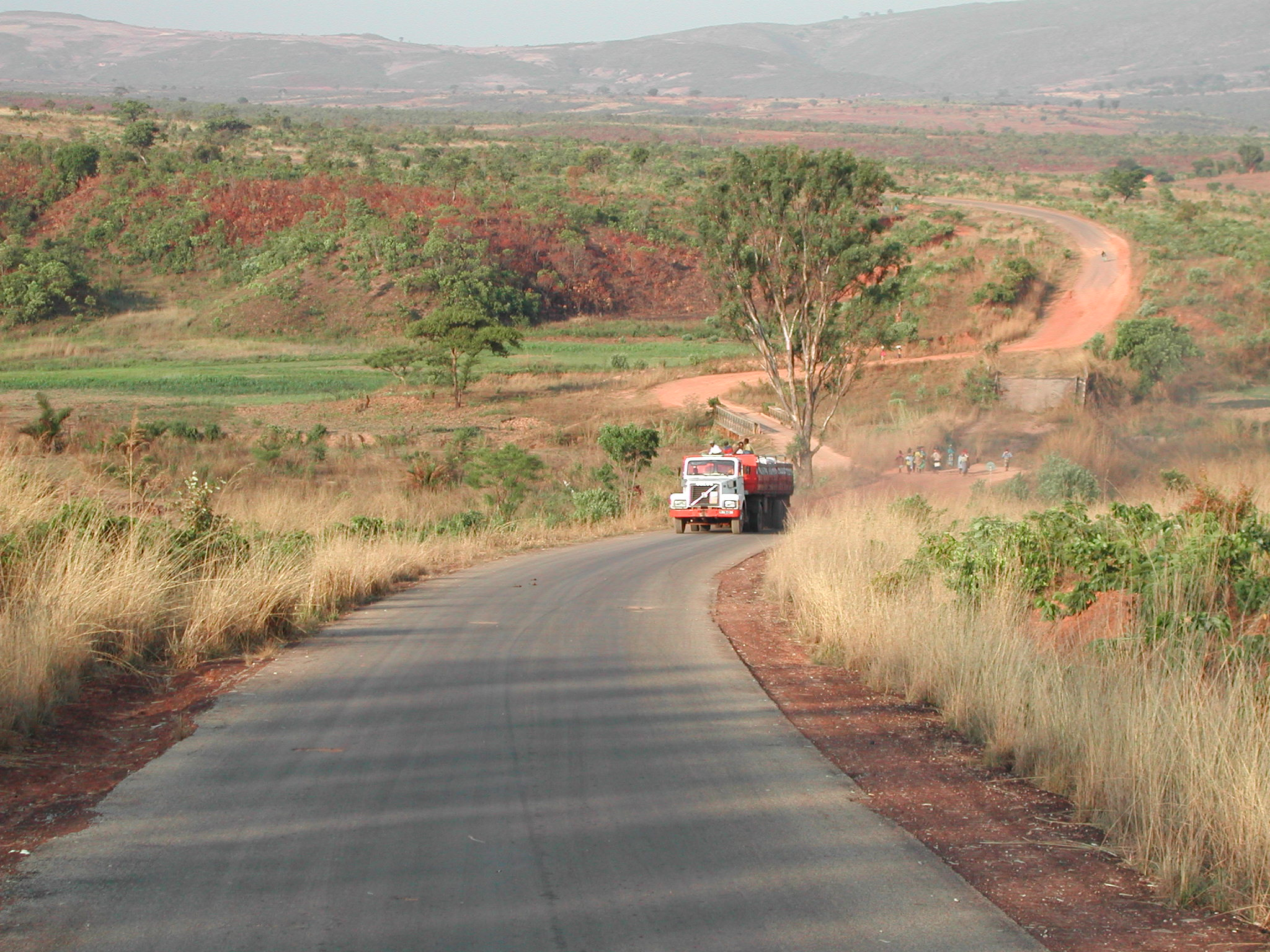
Pradaria, Huambo, Angola.
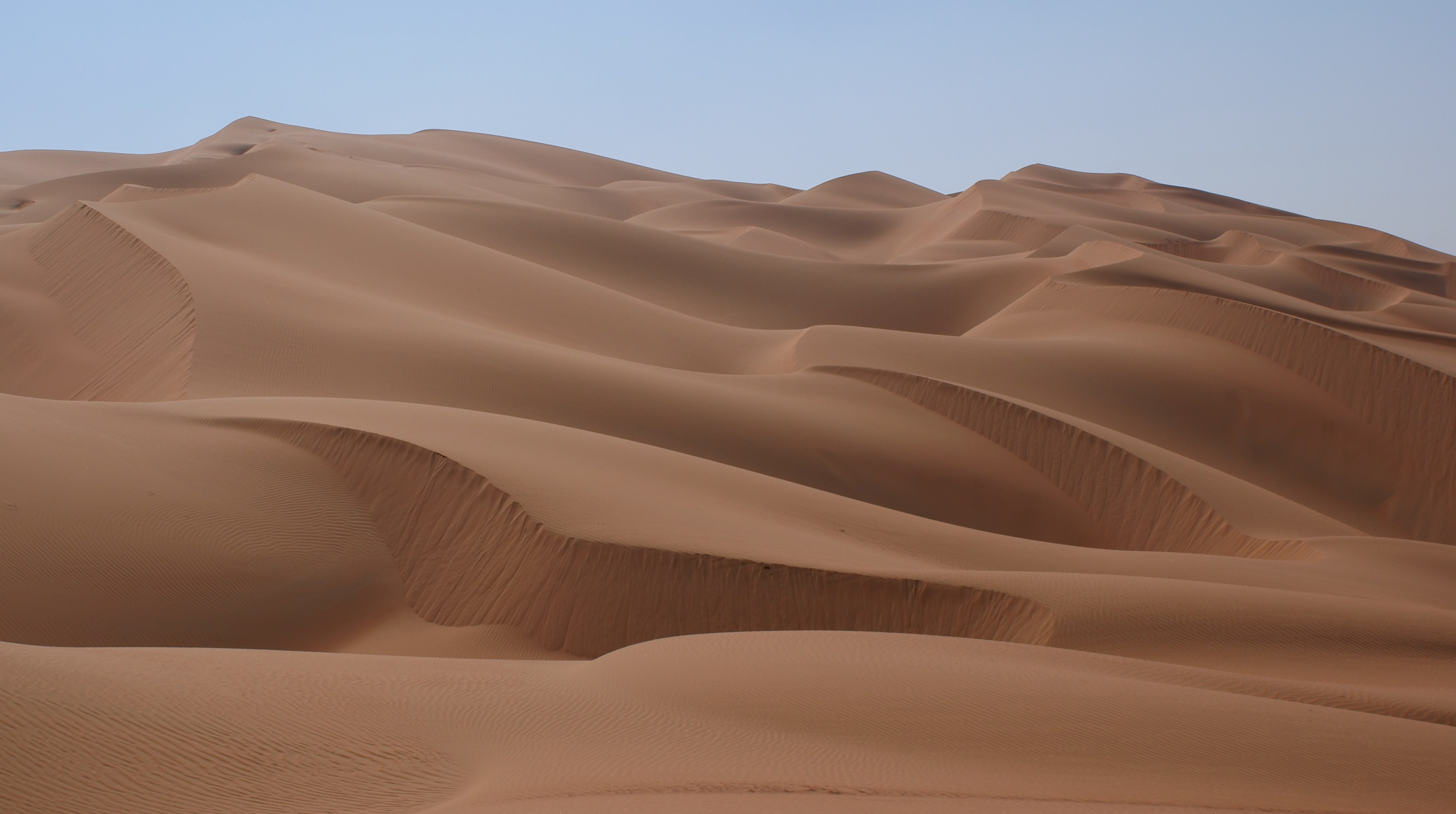
Deserto, Rub' al-Khali, Arábia Saudita.